# TOI-4438
TOI-4438 — одиночная звезда в созвездии Геркулеса на расстоянии приблизительно 98 световых лет (около 30,1 парсек) от Солнца. Визуальная звёздная величина звезды — +12,5m. Возраст звезды определён как около 5,1 млрд лет.
Вокруг звезды обращается, как минимум, одна планета.

## Характеристики
TOI-4438 — красный карлик спектрального класса M3V, или M3,5V, или M4. Масса — около 0,368 солнечной, радиус — около 0,372 солнечного, светимость — около 0,01706 солнечной. Эффективная температура — около 3183 K.

## Планетная система
В 2024 году группой астрономов, работающих в рамках программы TESS, было объявлено об открытии планеты TOI-4438 b.